# 牛津鎮區 (堪薩斯州約翰遜縣)
牛津鎮區（英語：Oxford Township）是位於美國堪薩斯州約翰遜縣的一個行政鎮區。

## 地方資料
牛津鎮區的面積為111.60平方千米，當中陸地面積為111.30平方千米，而水域面積為0.30平方千米。根據2010年美國人口普查的數據，當地共有人口1959人，而人口密度為每平方千米17.55人。

## 外部連結
- US-Counties.com
- City-Data.com （页面存档备份，存于）